# Maria Dolores Rodríguez Giménez
Maria Dolores Rodríguez Giménez, coneguda esportivament com Loli Rodríguez (Barcelona, 15 de març de 1965) és una exfutbolista catalana.
Defensa central, s'incorporà al llavors Penya Femenina Barcelonista el 1980, després de la crida que feu el l'entitat blaugrana per trobar noves futbolistes. Hi disputà diversos tornejos oficiosos i, amb la integració de l'equip dins la Federació Catalana de Futbol la temporada 1980-81, participà a les primeres competicions oficials, la Lliga catalana i la Copa Generalitat. En l'àmbit estatal, finalitzà en tercera posició al primer Campionat de futbol femení oficiós disputat el 1981, precedent de l'actual Copa de la Reina. Jugà també amb la selecció catalana. Després de tres temporades. abandonà el futbol per motius laborals.